# Pueblo ixcateco
Los ixcatecos, autodenominados Xhwani, son un pueblo indígena originario del municipio de Santa María Ixcatlán (Njani Male Xula) en el noroeste de Oaxaca, México.

## Idioma
Son hablantes del idioma ixcateco o xjuani, una lengua de la familia lingüística otomangue de la rama popolocana que está directamente relacionada con el idioma mazateco.

## Nombre
Los ixcatecos reciben este gentilicio debido a que residen en el pueblo de Santa María Ixcatlán. La etimología de Ixcatlán deriva del náhuatl ixcatl "algodón" y tlan "lugar de", y significa "Lugar del algodón". Se cree que en la antigüedad se cultivaba algodón y que este era ofrendado a los mexicas.

## Localización
Habitan dentro del municipio de Santa María Ixcatlán (en ixcateco: Njani Male Xula), Oaxaca, que ha sido su asentamiento original desde la época prehispánica, la comunidad se encuentra dentro de la región de la Sierra de Flores Magón, aunque este municipio en particular esta más relacionado con la región de La Mixteca. Ixcatlán tiene un clima templado, presenta tierra árida y pocas lluvias durante el año lo que facilita el crecimiento y cultivo del maguey.

## Vestimenta
En la vestimenta tradicional femenina el uso del mandil es un elemento importante, los mandiles bordados presentan colores y diseños variados, adornados con estampados de flores, las mujeres tienen varios mandiles que utilizan para distintas actividades cotidianas o ceremoniales, siendo el más llamativo el que se utiliza en las fiestas del pueblo. El peinado tradicional de las niñas y mujeres ixcatecas son dos trenzas a los lados decoradas con listones. Los hombres visten tradicionalmente sombreros de palma, pantalones blancos de tela con camiseta blanca de manga larga para protegerse del sol al momento de realizar sus actividades laborales. En el calzado tanto hombres como mujeres utilizan huaraches tradicionales de cuero.

## Actividad artesanal
Los ixcatecos son reconocidos como excelentes tejedores de hoja de palma blanca (tjen), esta es una importante actividad comercial y tradición dentro de la cultura ixcateca. Los ixcatecos realizan sombreros, petates, tenates, tortilleros y también techos para las viviendas. En el patio de todas las casas ixcatecas se encuentra un espacio denominado “cueva” el cual consiste en una cavidad excavada de la tierra semejante a una bóveda donde se depositan las hojas de palma por un día o un día y medio completo para permitir que se suavicen y adquieran humedad, una vez que la palma esta lista, se utiliza para tejerla. Sin este proceso, la palma se rompe con facilidad y dificulta su tejido.
Una actividad ancestral que han desempeñado los ixcatecos desde la antigüedad es el preparado y producción de mezcal. El mezcal artesanal ixcateco es famoso en la región por su sabor natural y alta calidad.